# Thomas Johnson (político)
Thomas Ryder Johnson (17 de mayo de 1872-17 de enero de 1963) fue un político nacionalista irlandés, sindicalista y dirigente del Partido Laborista irlandés, quién ejerció como Teachta Dála (TD) por el Condado de Dublín de 1922 a 1927.
Nacido en Liverpool, Johnson trabajó en los muelles para un mercader de pescado irlandés. Fue allí donde adquirió ideales sobre el socialismo y nacionalismo irlandés. Johnson se trasladó a Irlanda en los años 1890 cuándo estuvo involucrado en sindicatos y política laborales. En 1900 comenzó a trabajar como viajero comercial.  En varias oportunidades fue presidente, tesorero y secretario del Congreso de Sindicato irlandés qué fue, en aquel entonces, también el Partido Laboralista en Irlanda, hasta que fue fundado oficialmente en 1912 por James Connolly y James Larkin.ref>[http://www.ucd.ie/library/finding_information/special/printed/johnson/ UCD Library Archives, Thomas Johnson</ref> Johnson fue vicepresidente del TUC en 1913, y presidente en 1915.  Johnson simpatizaba con los Voluntarios irlandeses, muchos de ellos fueron despedido de sus trabajos, por actividades ilegales.  Durante los primeros días de Pascua, escribió en su diario que la gente en Irlanda prestaron poca importancia al destino de los revolucionarios derrotados.
Tuvo éxito como presidente del Partido Laborista desde 1917, cuándo el partido no disputó las elecciones generales de 1918. Cuándo el gobierno británico intentó aplicar el servicio militar obligatorio en Irlanda en 1918, Johnson lederó una huelga exitosa conjuntamente con Sinn Féin que llevó al rey Jorge V para aconsejar a Lloyd George a ponerle fin al asunto.
Sea posteriormente elegido un TD para el Condado de Dublín al Tercer Dáil en las elecciones generales de 1922 y permaneció como líder del Partido Laboral hasta 1927. Como tal,fue Dirigente  de la Oposición en el Dáil del Estado Libre Irlandés, como la facción anti-tratado de Sinn Féin, que rechazaba reconocer el Dáil en su composición. Emitió una declaración de apoyo para el Gobierno del 4.º Dáil cuándo el Ejército Motín acechó el control civil en marzo de 1924.
Johnson es el único líder de la Oposición del Partido Laborista, o de hecho de cualquier otro partido que Fianna Fáil o Fine Gael. Perdió su cargo de Dáil en las elecciones generales en septiembre de 1927, y el año siguiente fue elegido a Seanad Éireann, donde  ejerció hasta la abolición del Seanad en 1936.
Cada verano, la juventud laborista realizan la "Escuela de Verano Tom Johnson", que alberga mesas redondas, debates y talleres.